# Walter Rühl (Politiker)
Walter Rühl (auch Karl Rühl) (* 15. Mai 1881 in Berlin; † nach dem 7. Juli 1942) war ein deutscher Politiker von SPD, USPD und KPD. Er war bis 1925 Mitglied der Hamburgischen Bürgerschaft und Angeklagter im Prozess gegen die Beschuldigten des Hamburger Aufstands.

## Leben
Walter Rühl war als Sohn des Hausmädchens Anna Emilie Rühl und eines unbekannten Vaters geboren. Seine Mutter verstarb früh. Er wurde zusammen mit anderen Kindern erst in Pflege, wo er aufgrund der ärmlichen Verhältnisse früh zum Auskommen beizutragen hatte, und später als Zögling in ein Hamburger Waisenhaus gegeben. Rühl lernte und arbeitete als Schmied bei der Werft Blohm + Voss und fuhr als Heizer und Kohlentrimmer zur See. Bei Blohm + Voss war Rühl Mitglied des dortigen Arbeiterausschusses. Er war von 1905 bis 1917 Mitglied der SPD und wurde aus dieser ausgeschlossen.
Rühl nahm als Soldat am Ersten Weltkrieg teil und trat 1918 der USDP bei. Mit Ausbruch der Novemberrevolution war er Mitglied eines Arbeiterrats. In der USPD und später auch in der KPD war er als Kassierer tätig. In der USPD kritisierte er öffentlich in der Hamburger Volkszeitung, dass der Hamburger Arbeiter- und Soldatenrat durch unterbliebene Unterstützung Mitschuld am Sturz der Bremer Räterepublik trage. Von 1921 bis 1925 war er in der KPD Schriftführer und hauptamtlicher Sekretär der innerparteilichen Bezirksleitung Wasserkante. Rühl rückte für die Abgeordnete Erna Rieckmann 1920 Mitglied in die Hamburgischen Bürgerschaft nach, dessen Mitglied er bis 1925 war. Nach dem Scheitern des Hamburger Aufstands wurde Rühl zusammen mit Hugo Urbahns und anderen Mitgliedern der kommunistischen Partei wegen Hochverrat angeklagt.
Walter Rühl gehörte 1925 der als Ultralinke bezeichneten innerparteilichen Strömung an und wurde aufgrund dieser wegen Verstoßes gegen „Parteibeschlüsse“ aus der KPD ausgeschlossen. Rühl blieb weiter politisch aktiv und emigrierte 1933 nach Frankreich. Dort wurde er 1939 von den Behörden interniert. Er konnte aus der Internierung fliehen und gilt seit dem 7. Juli 1942 als vermisst.